# Качокавалло

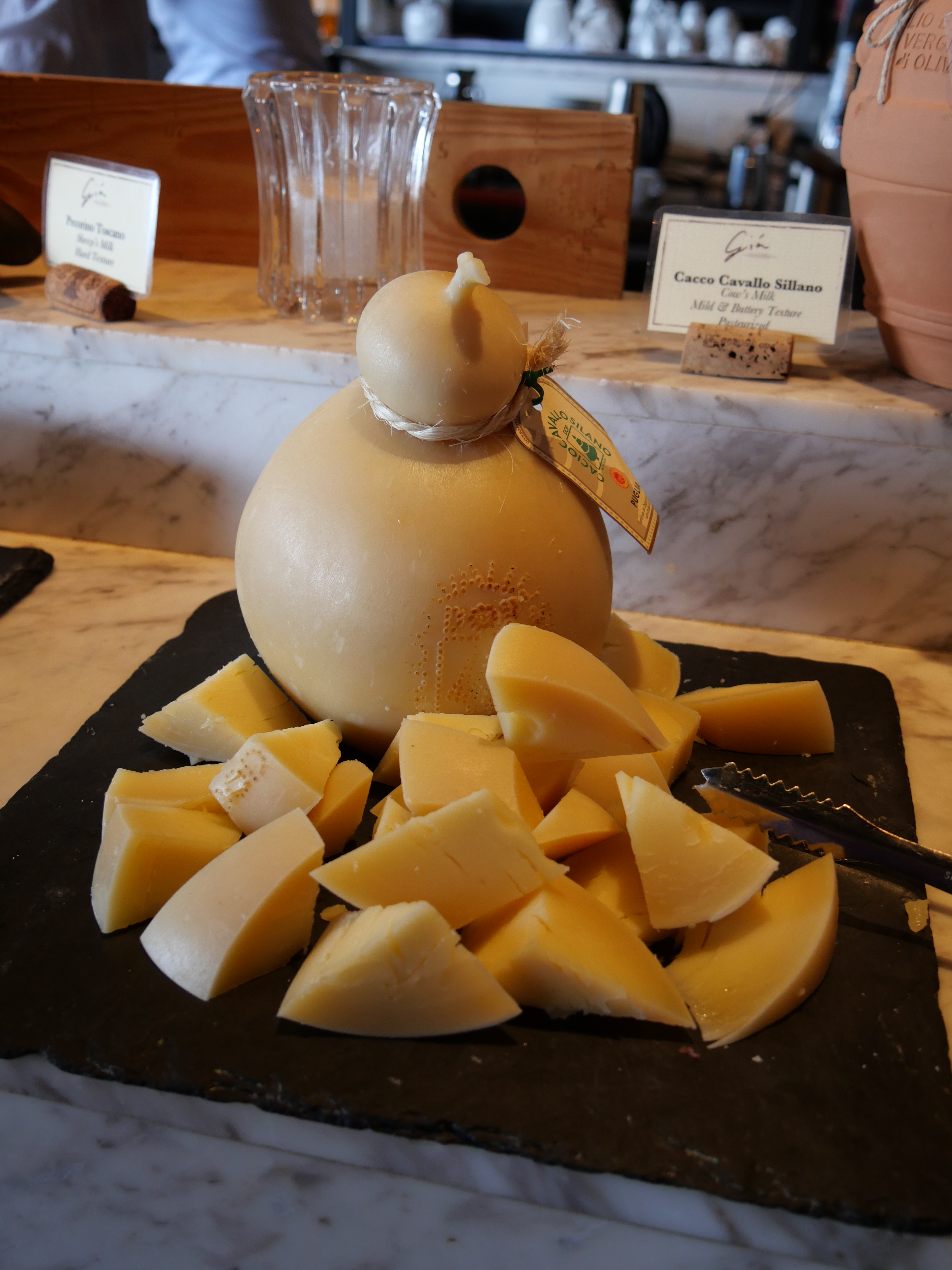
Качокавалло

Качокава́лло (итал. Caciocavallo, сиц. Caciucavaddu) — вытяжной полутвердый сыр из овечьего или коровьего молока, изначально производившийся лишь на Сицилии, но затем его производство распространилось по всей Италии, а также и на Балканы. Данный вид сыра зарегистрирован программой ЕС со статусом PDO (Защита обозначения происхождения).
Качокавалло имеет вид капли слезы в жёсткой съедобной кожуре и по вкусу напоминает итальянский сыр проволоне, либо же к большей выдержке (от шести месяцев) становится похож на пармезан. Во время его приготовления сырный сгусток растягивают до тех пор, пока он перестаёт рваться и становится волокнистым. Уже затем его порционируют и формуют.
Сыр имеет разновидность под названием качокавалло силано (итал. Caciocavallo Silano), который производится исключительно из коровьего молока в ряде южных регионов Италии, таких как Базиликата, Калабрия, Кампания, Молизе и Апулия.
Название «качокавалло» в переводе с итальянского означает «повешенным на лошади» и поэтому иногда утверждается, что изначально он готовился из кобыльего молока, хотя никаких исторических подтверждений этому нет. Скорее всего название происходит от того факта, что сыр сушили, перекатывая его по горизонтальной палке или стеллажу.

## Разновидности сыра
В Италии существует множество различных видов качокавалло, и некоторые из них признаны:
- Prodotto agroalimentare tradizionale (традиционный региональный продукт питания)
- Caciocavallo podolico (производится с использованием только молока крупного рогатого скота породы Podolica)
- Caciocavallo di Castelfranco (из долины Мискано в Апеннинах)
- Caciocavallo di Godrano (часто называется caciocavallo palermitano)